# Setodes resinacapta
Setodes resinacapta is een fossiele soort schietmot uit de familie Leptoceridae.